# Mario Lezana Vaca
Mario Lezana Vaca (* 27. Juli 1922 in Padcaya; † 28. Juli 2006) war ein bolivianischer Geistlicher und römisch-katholischer Militärbischof von Bolivien.

## Leben
Mario Lezana Vaca empfing am 11. August 1946 das Sakrament der Priesterweihe.
Am 17. Mai 1986 ernannte ihn Papst Johannes Paul II. zum Titularbischof von Basti und zum Militärbischof von Bolivien. Der Apostolische Nuntius in Bolivien, Erzbischof Santos Abril y Castelló, spendete ihm am 29. Juni desselben Jahres die Bischofsweihe; Mitkonsekratoren waren der Erzbischof von La Paz, Jorge Manrique Hurtado, und der Bischof von Tarija, Abel Costas Montaño. Lezana Vaca verzichtete am 7. März 1998 auf das Titularbistum Basti.
Johannes Paul II. nahm am 14. April 2000 das von Mario Lezana Vaca aus Altersgründen vorgebrachte Rücktrittsgesuch an.